# José Antonio Páez

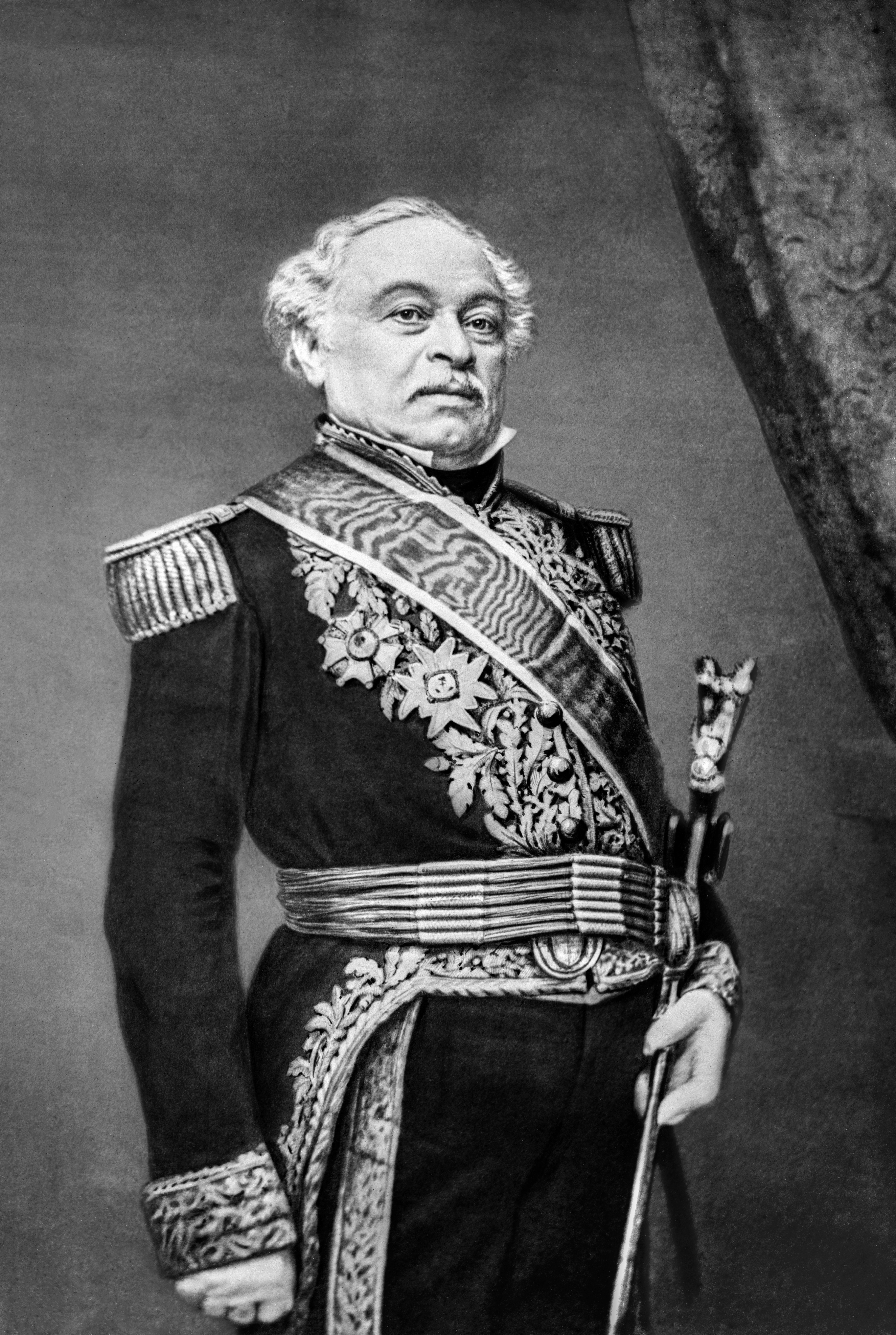
José Antonio Páez időskori képe

José Antonio Páez (teljes nevén José Antonio Páez Herrera; Curpa, Acarigua mellett, Új-Granada Alkirályság, 1790. június 13. – New York, Amerikai Egyesült Államok, 1873. május 6.) új-granadai születésű venezuelai katonatiszt, politikus, Venezuela köztársasági elnöke. Kortársai a Kolumbia függetlenségéért folyó harcok során „A síkvidékek kentaurja” (El Centauro de los Llanos) néven emlegették. A venezuelaiak nemzeti hősként tisztelik és országuk alapító atyjának tartják őt.
A latin-amerikai függetlenségi háborúkban (1810–1825) harcolt a spanyol függés alatt álló Új-Granada Alkirályság venezuelai területeinek szabadságáért. Részt vett az önálló Kolumbia megalakulásához (1819) vezető harcokban, majd 1829-ben Venezuela a vezetésével megvívott harc eredményeként önállósította magát Nagy-Kolumbiától. Három ízben volt hazája köztársasági elnöke, összesen tizenegy éven keresztül (1830–1835, 1839–1843, 1861–1863), de az 1830–1848 közötti időszakot általában is a Páez politikai és gazdasági befolyása alatt álló konzervatív oligarchia korszakaként ismeri a történettudomány (páezizmus, paecismo). Utolsó elnöki mandátuma idején diktátorként irányította az országot. Páez a 19. századi caudillók, a helyi hadurakból, katonai vezetőkből lett dél-amerikai államfők egyik tipikus képviselője volt. Venezuela első szabadkőműves nagymestere, valamint a skót rítusú szabadkőművesek első nagyparancsnoka volt.

## Élete

### Ifjúkora
A sűrűn lakott partvidéktől távol, a Méridai-Kordillerák délkeleti előterében, szegénysorban élő mesztic szülők, Juan Victorio Páez és María Violante Herrera gyermekeként született, hét testvére közül egyedül ő érte meg a felnőttkort. 1798-ban anyja Guanare városába küldte, hogy ott doña Gregoria Díaz magániskolájában végezzen általános tanulmányokat. Miután tizenhét éves korában, 1807-ben útban hazafelé útonállók támadták meg, és Páez a banda egyik tagját önvédelemből megölte, ezért menekülni kényszerült a városból. Marhapásztorként (llanero) helyezkedett el a nagybirtokos Manuel Antonio Pulido egyik a világtól eldugott ranchán, La Calzadán, idővel pedig marhakereskedéssel is foglalkozott. 1809. július 1-jén Canaguában házasságot kötött a tizenhét éves Dominga Ortizszal. Frigyükből később tíz gyermek született, de közülük csak ketten, María és Manuel Antonio érték meg a felnőttkort.

### A Kolumbia függetlenségéért folyó harcok
Páez 1810 elején csatlakozott az Új-Granada Alkirályság (a későbbi Nagy-Kolumbia) függetlenségéért vívott szabadságharchoz. Legelőször a Barinas környéki harcokban vett részt a korábbi munkaadója, don Pulido vezette lovascsapatban, ahol őrmesteri rangig vitte. 1813-ban visszatért polgári foglalkozásához, ismét marhakereskedő lett, majd a spanyol tábornok, Antonio Tiscar parancsára – saját jól felfogott érdekében – néhány kisebb szolgálatot tett a megszálló spanyol hadseregnek, de az általuk felajánlott katonai rangot visszautasította. Még ugyanazon év októberében önállósította magát és egy 400-600 llaneróból álló szabadcsapat élén harcolt a spanyolok ellen. Időről időre csatlakozott ugyan különféle reguláris alakulatokhoz, de zabolátlan természete alkalmatlanná tette az alaki és katonai fegyelemre, így javarészt llanerói élén küzdött szűkebb pátriája, a mai Délnyugat-Venezuela függetlenségéért. Páezt, a Barinas környéki hegyvidék rettegett gerillavezérét keménykezűségéről ismerték, aki rohamosan gyarapodó gerillaseregével mind fontosabb tényezővé nőtte ki magát. Kortársai „a Llanos kentaurja” (El Centauro de los Llanos) néven emlegették.
1816 szeptemberében a szabadságharcot vezető Simón Bolívar jóváhagyásával – valamint a helyi elit, tisztviselők és általában a lakosság támogatásával – Santander tábornok helyét átvéve a nyugat-venezuelai hadseregszárny parancsnoka lett. Fő feladata a royalista csapatok elleni védekezés katonai megszervezése volt. Függetlenségét Venezuela ekkor még nem nyerte el, de a szabadságharc során az Új-Granada Alkirályságtól elszakított, független területek élén a szintén venezuelai születésű Bolívar állt. Felsőbbségét és parancsnokságát Páez ugyan elismerte, de kapcsolatukat örökös feszültség terhelte, a két ember szögesen eltérő származása és társadalmi háttere mellett alapvető stratégiai célokban és a szükséges hadmozdulatok lebonyolításában sem értett egyet. Páez az 1810-es évek utolsó harmadában mintegy tucatnyi ütközetet nyert meg a royalisták ellen. 1817. január 28-án 1100 emberével Mucuritasnál győzte le Miguel de la Torre négyezres seregét, és még ugyanabban az évben kisebb diadalokat aratott a spanyolok felett San Antonio de Apure mellett (április 13.), az Apuritói- (június 18.), majd az Utrerai-hágónál (június 20.), elfoglalta Barinast (augusztus 14.) és Apuritót. 1818. február 12-én Calabozónál, majd február 15-én Uriosánál kergette szét Pablo Morillo seregét. Március 8-án serege élén bevonult San Fernando de Apure városába, március 26-án pedig az ortizi csatában harcolt a rojalisták ellen. 1819. január 20-án Bolívartól osztálytábornoki kinevezést kapott és röviddel ezután került sor egyik legnevezetesebb diadalára, az 1819. április 3-ai Las Queseras del Medió-i ütközetre. Ennek során a nagy létszámfölényben lévő spanyolokat lepte meg és futamította meg mindössze százötven llanero élén, amiért már másnap megkapta a legnagyobb katonai kitüntetést, az Orden del Libertadort.

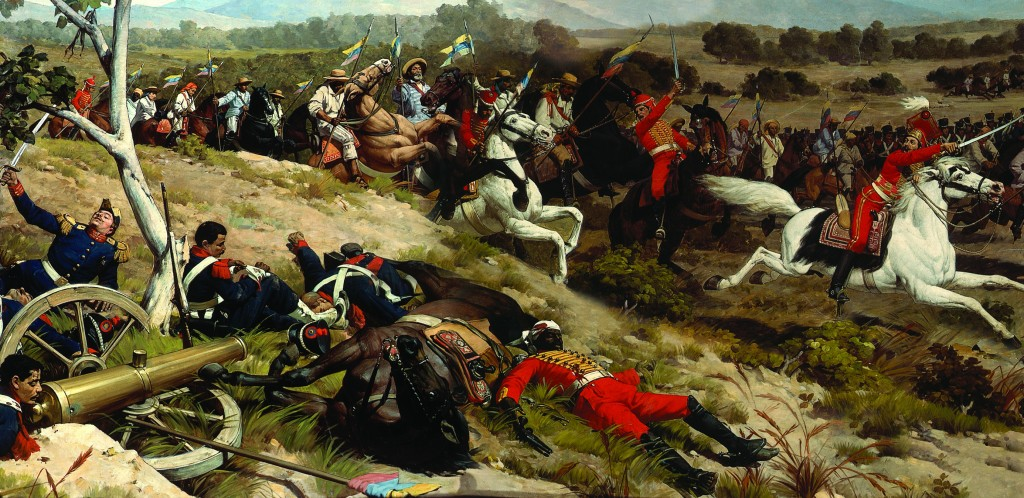
A carabobói csata Martín Tovar y Tovar festményén

A háttérben Bolívar vezetése alatt folytak a mai Kolumbiát, Venezuelát, Ecuadort és Panamát magában foglaló Kolumbiai Köztársaság függetlenségéhez vezető katonai akciók és diplomáciai lépések, amelyek eredményeként 1819. december 17-én Angosturában kikiáltották a spanyol koronától független Kolumbiai Köztársaságot (a történettudományban e korai államalakulat megnevezése Nagy-Kolumbia). A valóságban több helyütt továbbra is tartották magukat a spanyolok, egyebek között a mai Venezuela nagy részén, Páez szűkebb pátriájában is. Páez itt vívta a felszabadító háborút saját szakállára, az általa jól ismert gerilla-hadviselés szabályainak megfelelően, anélkül hogy ténylegesen is csatlakozott volna a bolívari erőkhöz. 1821-ben azonban fordulat állt be stratégiájában: májusban seregét egyesítette a Bolívar vezette felszabadító hadsereggel. Még ugyanazon év június 24-én az egyesített sereg nagyarányú győzelmet aratott a royalisták felett Carabobónál, elsősorban annak köszönhetően, hogy Páez llanerókból álló lovassága váratlan szuronyharcba bocsátkozott, s ezzel szétzilálta az ellenség sorait. Bolívar még a csatamezőn vezénylő tábornoki (general en jefe) rangra emelte Páezt, s a hadi siker után, június 29-én egymás oldalán vonultak be Caracas városába, amely ellenállás és feltétel nélkül megadta magát a szabadságharcosoknak. Ezzel a győzelemmel a mai Venezuela területe teljesen felszabadult a spanyol uralom alól, és az 1819-ben kikiáltott, független Kolumbiai Köztársaság szövetségi tartománya lett.

### A Venezuela függetlenségéért vívott küzdelem

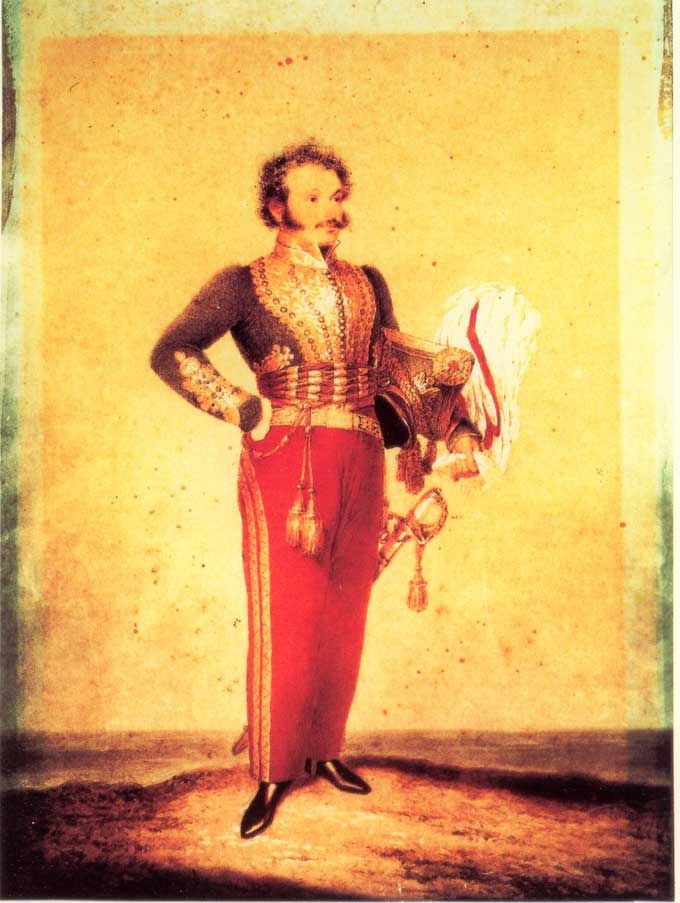
Páez 1828-ban

A függetlenség kivívását követő békeidőben Páez hivatalosan a venezuelai országrész (Caracas, Barquisimeto, Barinas és Apure tartományok) polgári és katonai közigazgatásának vezetője lett (jefe superior civil y militar). Még levezényelte az utolsó rojalista csapatok elleni ütközeteket (pl. 1822. augusztus 11-én Naguanaguánál), 1823-ban pedig letelepedett a Calabozo melletti San Pablo hatóban, s ettől fogva vállalkozásai gazdasági ügyeit intézte. Több haciendát is vásárolt vagy bérelt, amelyeken mezőgazdasági vállalkozásokat indított (kakaó-, kávé- és indigótermesztés, tejtermelés, cukorfinomítás), s az általa előállított termékeket exportálta vagy az államnak adta el. Jefe superiorként leginkább a saját érdekeinek megfelelő intézkedéseket hozott, azaz az állattartás és különösen a szarvasmarha-tartás jogi viszonyait rendezte. Így például 1828 augusztusában a közreműködésével jött létre az a törvény, amely rendezte a legelők (llano) tulajdonviszonyát, a legelőhatárok kitűzését és a legeltetés rendjét.
Politikailag mindvégig Venezuela függetlenségét támogatta. A spanyol koronagyarmat, Új-Granada ugyan felszabadult a függés alól, de a közös cél kivívását követő békeidőben felszínre kerültek a helyi érdekek, a nacionalista erők elszakadási törekvései. Az új ország, Kolumbia területe hatalmas volt, ami jelentősen megnehezítette a szövetségi fővárostól, Bogotától távolabbra eső tartományok – mint például Venezuela – közigazgatási és gazdasági irányítását. A köztársasági elnököt, Simón Bolívart ráadásul a perui területekért folyó harcok kötötték le. A venezuelaiak egyfelől jogosan érezhették úgy, hogy a központi hatalom az ő gondjaikkal nem képes foglalkozni, másfelől ezt ki is használták és szeparatista törekvéseik indokául használták fel, amikor arra hivatkoztak, hogy Venezuela jövőjét csak egy Kolumbiától független közigazgatás biztosítaná.
1825-ben Páez országos toborzást rendelt el, egyfelől a vidéken fosztogató gerillacsapatok visszaszorítása céljából, másfelől pedig azért, mert félő volt, hogy a Kuba szigetén állomásozó, megújult spanyol csapatok kihajóznak és partra szállnak Venezuelában. A kolumbiai központi kormányzat nem nézte jó szemmel Páez mozgósítási rendeleteit, és lázítással vádolták meg. Jefe superiori posztjától megfosztották, és helyébe a Bogotához lojális Juan Escalonát állították, ami viszont a függetlenség párti venezuelaiakat bőszítette fel. 1826. április 27-én Páez a függetlenségi törekvések élére állva Valencia városában meghirdette a La Cosiata mozgalmat, amelyhez az elkövetkezendő napokban több város is csatlakozott (köztük Caracas). Kezdeti elgondolásaik szerint az alkotmány módosításával szerették volna elérni Venezuela függetlenségét, akár Bolívar irányításával is. Bolívar hajlandónak mutatkozott a diplomáciai rendezésre, de a bogotái ügyvezető kormány vezetője, Francisco de Paula Santander rebelliseknek bélyegezte meg a Páez oldalán álló szeparatistákat, s a katonai megoldásban, a felkelők erőszakos leverésében látta a megoldáshoz vezető egyetlen utat. Végül a három államférfiú közötti levél- és jegyzékváltások, tárgyalások oda vezettek, hogy Kolumbia 1827. január 1-jén amnesztiában részesítette a La Cosiata mozgalomban részt vevőket, cserében Páez a kibővített autonómiában részesülő venezuelai országrészek polgári és katonai vezetője lett, alárendelve magát Bolívar felsőbbségének. Ezzel a kiegyezéssel Santander politikailag megalázó helyzetbe került, venezuelai követői pedig elveszítették a közigazgatásban betöltött pozícióikat. Páez, a volt llanero és hadúr ezzel szemben végérvényesen politikussá lett: míg korábban csupán a csatatéren tűnt ki katonai tehetségével, ezúttal a La Cosiata alkalmat teremtett politikai képességei megvillantásához is.
Bár Páez alkotmányosan is a venezuelai országrész kormányzója lett, ő és követői nem elégedhettek meg a részleges függetlenséggel, a La Cosiata – ha a felszín alatt is – tovább élt és a benne részt vevők Venezuela függetlensége érdekében szervezkedtek. 1829. november 24-én értelmiségiek, földbirtokosok és caudillók részvételével nagygyűlésre került sor a caracasi Szent Ferenc-kolostorban, ahol a megjelentek hitet tettek Venezuela függetlensége mellett. Ennek szellemében Páez 1830. január 13-án kikiáltotta a független Venezuela elszakadását Kolumbiától, s március 31-én a frissen összeült nemzetgyűlés 86%-os többséggel megerősítette Páezt új posztján, aki hivatalosan is az új köztársaság első elnöke lett.

### A páezizmus (paecismo) korszaka
Páez első elnöksége idején több előremutató intézkedést is hozott: eltörölte az alcabala (tkp. tized) intézményét, liberális bevándorlási törvényeket hozott, biztosította a vallásszabadságot, megteremtette az országos alapfokú oktatás feltételeit és létrehozta a nemzeti könyvtárat. Gazdaságpolitikájában hajlamos volt saját érdekcsoportjának kedvezőbb feltételeket nyújtani: a mezőgazdasági árucikkek kiviteli vámját leszorította, az agrárbehozatalra ellenben magas adóterheket rótt ki (míg például a hazai kisiparnak nem biztosított hasonló védelmet az importtal szemben). Felvilágosult elnöki despotizmusát folyamatos lázadások kísérték a helyi hadurak részéről. 1831-ben a kelet-venezuelai José Tadeo Monagas-féle felkelés kitörése nyitotta meg a sort, de Páez ekkor és valamennyi további mozgalom kitörésekor elejét vette a lázongás kiterjedésének, a polgárháborúnak azzal, hogy a felkelésért felelős caudillónak jogosulatlan gazdasági előnyöket és persze amnesztiát biztosított. Meg is kellett magának nyernie a hadurak támogatását, hiszen az államrend törékeny volt: Caracas környékén és a Llanos síkján kívül Páez az első években csak szövetségesein keresztül tudta hatalmát biztosítani. 1831 áprilisában San Lárazóban tört ki revizionista felkelés, amely ellenezte a Kolumbiától történő elszakadást, de Páez ezt is leverte. Kormányzása negyedik évétől az országban eluralkodott bűnözéssel volt kénytelen szembenézni, és nyomására fogadta el a kongresszus 1834-ben a szökött rabszolgák és bűnöző elemek kihágásait erőteljesebben szankcionáló úgynevezett tolvajtörvény (ley de hurtos) első változatát, amelyből kiindulva utóbb elkészült Venezuela első büntetőtörvénykönyve. Két évvel később, 1836. május 23-án ugyancsak az ő kezdeményezésére szigorították a törvényt, amely lopásért és rablásért lehetővé tette a kényszermunka és a bebörtönzés mellett a halálbüntetés kiszabását is, valamint 100 peso érték alatti károknál a nyilvános megkorbácsolást. Noha ezzel a bűnmegelőzést kívánták elősegíteni és az ítélkezési gyakorlatot akarták felgyorsítani, ez utóbbi rendelet a liberálisok szemében a barbárság bélyegét nyomta a páezista kormányzatra.

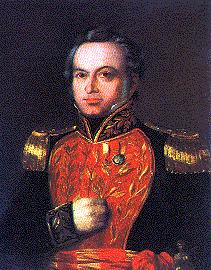
Páez Lewis B. Adams 1838-as festményén

1835 januárjában, első elnöki mandátuma lejártával Páez látszólag visszavonult a közélettől, és San Pabló-i ranchán rendezkedett be. Ezzel szemben valójában mindent megtett hatalmi pozíciója megőrzéséért, és közelebbi tanácsadói meglepetésére is a jó szándékú, orvosnak kiváló, de államférfiúnak erélytelen José María Vargas elnökségét támogatta. A gyenge kezű kormányzással elégedetlen caudillók és tisztviselők részvételével, Santiago Mariño vezetésével 1835. július 8-án kirobbant reformok forradalma (Revolución de las Reformas) július 9-én elmozdította Vargast a posztjáról. Ekkor azonban az alkotmány és az államrend védelmében színre léphetett Páez, és emberei élén megindult Caracas felé. Július 28-án ért be a városba és puszta megjelenése elegendőnek bizonyult ahhoz, hogy a felkelők megadják magukat és helyreálljon a rend. Augusztus 20-án Vargas ismét felvehette hivatalát, de immár mint Páez lekötelezettje. Az októberben az alkotmányos hadsereg fővezérévé megtett Páez november 3-án Piritalban kötötte meg a békét az inszurgensek vezérével, José Tadeo Monagasszal. Ezzel egyfelől biztosította, hogy az elkövetkezendő években számottevő hatalmi tényező legyen, mint az alkotmány elsőrendű őre, másfelől pedig a lázongó caudillók felett alkotott győzelemmel, de a fölösleges vérontás elkerülésével megelőzte hazája polgárháborúba sodródását. Páez az elkövetkező években is új szerepköréből, a háttérből irányította az ország vezetését. 1837-ben a reformisták egy újabb lázadása tört ki Francisco Farfán vezetésével. Az inszurgenseket Páez április 26-án San Juan de Payaránál verte meg, amivel kiérdemelte a „Payara oroszlánja” (El León de Payara) kitüntető címet.
1839 januárjában az elektorok szavazatainak döntő többségével (95%) Páezt ismét Venezuela elnökévé választották, s február 1-jén be is iktatták hivatalába. Az államkincstár eddigre kiürült, az állami alkalmazottak járandóságának folyósítása megakadt, a tisztviselőréteg, a katonaság és a haditengerészet jóformán elolvadt. Mindez azonban kedvére volt Páeznek, aki saját embereivel tölthette fel a közigazgatást, a hivatalokat és a hadsereget. Noha politizálásában ekkor már határozottan diktátori hajlamokat mutatott, ellenfelei, az egyre erősebb liberálisok – kezükben az El Republicano folyóirattal és élükön az örök rivális Monagasszal – folyamatosan támadták a páezisták korrupt kormányzási módszereit. Páez helyzete a vádak kereszttüzében tarthatatlan lett, így végül 1843. január 28-án lemondott, de töretlen befolyását biztosította a tény, hogy régi harcostársa, Carlos Soublette lett az utódja a köztársasági elnöki székben.
Páez ezúttal fríói hatójában rendezkedett be, és onnan figyelte, illetve irányította az eseményeket. 1844 szeptemberében tört ki a llanero Centeno (polgári nevén Juan Selestino Beomán) vezette felkelés Orituco városában. A llanerók a Páez és Soublette képviselte oligarchák hatalma ellen lázadtak fel. Meggyőződésük volt, hogy a Monagas vezette liberálisokat a konzervatívok ármánya ütötte el a kormányzástól, emellett fő célkitűzéseik között szerepelt a rabszolgaság eltörlése, a földmonopólium és az iparűzési adó bevezetése. A Centeno-féle felkelést ugyan leverték, de a bujdosók kisebb gerillacsapatokat hoztak létre, amelyek tevékenysége rettegésben tartotta a lakosságot. 1846 közepére a társadalmi-politikai feszültség az elviselhetetlenségig fokozódott, s 1847-ben a régi ellenfélt, Monagast választották az ország elnökévé. Kezdetben Páez még meg tudta őrizni befolyását, de Monagas idővel liberális harcostársaival, az 1831–1835 közötti Páez-ellenes felkelések veteránjaival vette körbe magát. 1848-ra a páezisták elveszítették pozícióikat, s a konzervatívok egysége megszűnt. 1848. február 4-én Calabozóban Páez – az alkotmány őrének titulálva önmagát, de valójában a hatalom visszaszerzése érdekében – fegyverbe szólította híveit, és kitört a polgárháború. A kezdeti sikerek után március 10-én a Los Araguatos-i csatában a kormányerők megfutamították a páezistákat, vezetőjük előbb Kolumbiába, onnan pedig Curaçaóba menekült. A Páez nevével fémjelzett történelmi korszaknak, a paecismónak végleg leáldozott.
1849. július 2-án Páez még fegyvereseivel partra szállt Venezuelában, de augusztus 12-én Casupónál csakhamar megsemmisítő vereséget mértek rájuk. Páez megadta magát ellenfeleinek, akik Cumanában házi őrizetben tartották 1850. május 23-áig, amikor is hajóra szállították és száműzték a független Venezuela atyját.

### A száműzetés és utolsó elnöki ciklusa
Rövid Saint Thomas-szigeti (ma Amerikai Virgin-szigetek) tartózkodást követően Páez az Amerikai Egyesült Államokba utazott. New Yorkban telepedett le, és az elkövetkezendő években államról államra járva tartott beszámolókat az 1810–1820-as évek latin-amerikai függetlenségi harcairól és Venezuela későbbi politikai berendezkedéséről. 1854-ben megfordult Mexikóban, 1856-ban Európában (Párizs, München stb.), és mindenhol a legmagasabb méltóságoknak kijáró pompával fogadták.
New Yorkban érte a hír, hogy hazájában a márciusi forradalom 1858. március 15-én elmozdította posztjáról örök ellenlábasát, José Tadeo Monagast. A hivatalba lépő, Pedro Gual vezette új kabinet amnesztiát adott Páeznek, és visszaállította korábbi címeit és funkcióit is. A kormány hívására 1858. december 18-án a hatvannyolc éves Páez ismét venezuelai földre lépett, ahol nemzeti hősnek kijáró ünnepléssel fogadták Puerto Cabellóban, Valenciában és Caracasban is. Az országban ekkor már pattanásig feszült a helyzet a szembenálló konzervatív alkotmánypártiak és a Monagas-féle liberálisok között. 1859. február 20-án végül kitört az úgynevezett szövetségi háború, és Páezt előbb operatív parancsnoknak nevezték ki, majd a konzervatívok képviseletében tárgyalni küldték az Amerikai Egyesült Államokba. Miután sikertelen missziójából 1860-ban visszatért, előbb hadsereg-parancsnoki kinevezést kapott, majd a marakodó konzervatívok között augusztus 29-én az elnöki hatalmat is magához ragadta. Diktatórikus eszközökkel kormányzott, de a polgárháborús helyzetben mind kevesebb tere volt a hatalom gyakorlására. Ellenfeleik, a föderalisták egyre nagyobb területet vontak ellenőrzésük alá, s 1863 áprilisára már csak a főváros maradt Páez kezén. A szembenálló felek, Páez és a föderalista Juan Crisóstomo Falcón képviselői május 23-án írták alá a cochei békét, amelynek értelmében Páez június 15-én lemondott elnöki posztjáról és visszatért New York-i száműzetésébe.
A politikától visszavonulva írta meg és jelentette meg kétkötetes visszaemlékezéseit (Autobiografía del general José Antonio Páez, Nuevo York, Hallet y Breen, 1867), majd 1868-tól dél-amerikai országokban utazgatott (Argentína, Uruguay, Bolívia, Peru, Kolumbia). New Yorkban halt meg tízesztendős száműzetés után, nyolcvanhárom esztendős korában, 1873. május 6-án.

## Emlékezete
Páez hamvait 1888-ban szállították haza és április 19-én helyezték örök nyugalomra a caracasi Nemzeti Panteonban (Panteón Nacional). A venezuelaiak Páezt mindmáig országuk alapító atyjaként, nemzeti hősként tartják számon, alakját több képzőművész és szépíró megörökítette. Már életében több festmény készült róla (legismertebbek az angol Robert Ker Porter, Lewis B. Adams és az amerikai Charles Jarvis képei), halála után pedig már venezuelai festők is megörökítették a honalapító alakját (Arturo Michelena, 1890; Tito Salas, 1925). Számos, róla mintázott köztéri szobrot emeltek hazájában (Caracas, Acarigua, a carabobói csatamező helyén stb.).

„Íme, ez a hős Jose Antonio Paez. Az ő hívására előjöttek félelmes berkeikből a bátor Llanerok; ez volt az első csapat, mely újrakezdte a szabadságharcát; a második, mely sohasem adta azt fel, volt Venezuela népe. E kettő nélkül Bolivár nem tehetett volna semmit; e kettőnek köszönheti Dél-Amerika, hogy még élünk.”

– Részlet Jókai Mór Bolivár – Történeti beszély című művéből